# Лаки шински систем
Лаки шински систем је вид градског шинског саобраћаја. У односу на класичан метро систем особеност лаког шинског система је мања брзина и мањи број превежених путника, али и лакша и бржа изградња система. У односу на трамвај лаки шински систем је обично издвојен од осталог саобраћаја. На раскрсницама са осталим системима примењује се раздвајање на више нивоа (надвожњак, подвожњак). У крајње неповољним условима могуће је применити и укрштање у истом нивоу са обавезном сигнализацијом. Збот тога овај вид градског саобраћаја не можемо сматрати као потпуно одвојен вид саобраћаја.
За даљи развој градског саобраћаја у Београду прихваћена је изградња овог система (погледати: Београдски лаки метро).

## Врсте Лаког шинског система
Постоје две врсте овог вида градског саобраћаја:
1. Традиционална врста, где овај вид саобраћаја дели улични простор са коловозом и са честим станицама;
2. Новија врста, где је овај вид саобраћаја једини у улици и са ређим станицама.